# Beyssenac
 Beyssenac  (en occitano Baissenac) es una comuna  y población de Francia, en la región de Lemosín, departamento de Corrèze, en el distrito de Brive-la-Gaillarde y cantón de Lubersac.
Su población en el censo de 2008 era de 363 habitantes.
Está integrada en la Communauté de communes du Pays de Pompadour.

## Demografía
| 553 | 505 | 451 | 405 | 382 | 347 | 363 |
| Para los censos de 1962 a 1999 la población legal corresponde a la población sin duplicidades (Fuente: INSEE [Consultar]) |     |     |     |     |     |     |